# Wulfenia baldaccii
Wulfenia baldaccii är en grobladsväxtart som beskrevs av Árpád von Degen. Wulfenia baldaccii ingår i släktet Wulfenia och familjen grobladsväxter. Inga underarter finns listade i Catalogue of Life.

## Bildgalleri

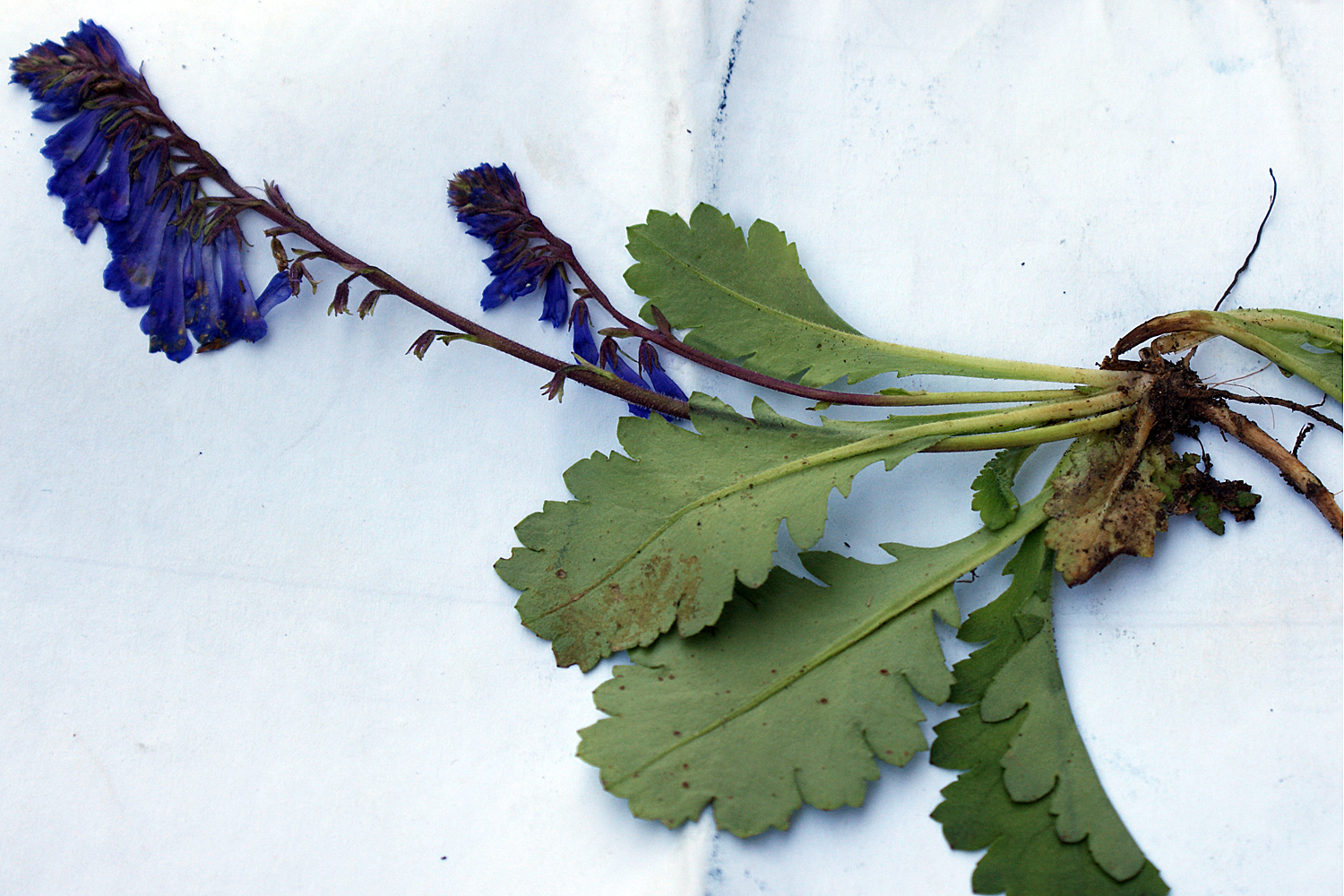